# سیارک ۳۰۸۲
سیارک ۳۰۸۲ (به انگلیسی: 3082 Dzhalil، نامگذاری:1972KE) سه هزار و هشتاد و دومین سیارک کشف شده‌است که در ۱۷ مه ۱۹۷۲ کشف شد.
قدر مطلق سیارک برابر ۱۲٫۳۰ است.